# Слобода вероисповести у Словенији
Слобода вероисповести у Словенији односи се на степен у којем људи у Словенији могу слободно да практикују своја верска уверења, узимајући у обзир и владине политике и друштвене ставове који су усмерени према верским групама.
Словеначки закони гарантују слободу вероисповести и успостављају одвајање цркве од државе, уједно забрањујући верску дискриминацију и верску мржњу. Верске групе се могу лако регистровати код владе како би добиле извесне привилегије, које се углавном састоје од различитих облика новчане надокнаде. Словеначки закони забрањују обрезивање из немедицинских разлога и праксе клања животиња које су неопходне да би се месо сматрало кошер или халал. Чланови јеврејске и муслиманске заједнице поштују ове праксе ван земље (увоз меса и путовање у суседне земље ради верског обрезивања) без опструкције од стране словеначке владе.
Током средњег века и раног модерног доба, модерна Словенија је била део Светог римског, а касније и Аустроугарског царства, те је стога имала строгу државну религију католичанства. Верски закони су полако либерализовани почев од краја 18. века, иако формално одвајање цркве од државе није спроведено све до оснивања Социјалистичке Федеративне Републике Југославије 1946. године. Југословенска влада је промовисала атеизам и експроприсала Католичку цркву, али је иначе спроводила минималну верску репресију у Словенији. Након распада Југославије и успостављања независне Словеније, Словенија наставља да користи законе о верским слободама који су делимично прилагођени из претходног југословенског законодавства.
Земља је 2023. године добила максималну оцену 4 од 4 за верске слободе.

## Демографија
Према попису из 2002. године, 57,8% становништва су римокатолици, 2,4% муслимани, 2,3% православни, 0,9% „остали хришћани“ и 10,1% атеисти . Поред тога, 23 одсто се идентификовало као „остало“ или није изјаснило припадност религији, 3,5 одсто се изјаснило као „неприпадно“, а 10,1 одсто није изабрало ниједну религију. Јеврејска заједница процењује своју величину на око 300 особа (мање од 1 процента укупног становништва). Присутан је и значајан број имиграната из Србије и Босне и Херцеговине.

## Историја
Пре 20. века, територије које одговарају данашњој Словенији биле су део Светог римског царства, а касније Аустро-Угарске. Као таква, њихова државна религија је била римокатолицизам. Крајем 15. и почетком 16. века, Јевреји су протерани са многих словеначких територија. Позвани су назад у Унутрашњу Аустрију 1709. године. Почев од краја 18. века, Аустро-Угарска је усвојила реформе које су гарантовале извесну верску слободу, прво православним и протестантским хришћанима, а касније и Јеврејима. У 19. веку дошло је до споре либерализације верских закона, при чему су се хришћанске мањинске деноминације полако приближавале равноправности са Католичком црквом, иако је католицизам остао државна религија. Овакво стање ствари је очувано у Словенији након њеног приступања Краљевини Срба, Хрвата и Словенаца, иако су Јевреји, муслимани и мањинске хришћанске деноминације добили признање од државе тек након ове транзиције. Атеисти су, међутим, сматрани грађанима другог реда, а Католичка црква је играла значајну улогу у ограничавању интелектуалног живота у Словенији. Током Другог светског рата, Словенију су окупирале силе Осовине и скоро целокупно њено јеврејско становништво је убијено или побегло.
Током већег дела друге половине 20. века, Словенија је била део Југославије, која је успоставила секуларну државу, и није се ангажовала у антирелигијским кампањама у мери у којој су то чиниле друге земље Источног блока. Чак и у поређењу са другим републикама унутар Југославије, Словенци су уживали релативну верску слободу.Римокатоличкој цркви је конфискован велики део имовине, а многи свештеници су прогоњени од стране југословенске владе, углавном због сарадње Цркве са силама Осовине током Другог светског рата.Верска настава је уклоњена из школских програма 1952. године, док је атеизам био снажно промовисан. Почев од шездесетих, ставови Југославије према религији су се додатно отоплили, иако су се верска уверења сматрала неспојивим са чланством у Савезу комуниста Југославије све до осамдесетих.
Према истраживањима спроведеним током деведесетих, само 11% Словенаца је осећало да је било дискриминисано због своје религиозности у било ком тренутку свог живота; 18% је изјавило да познаје пријатеље или породицу који су били изложени таквом виду дискриминације.
За разлику од других региона Југославије, Словенија је била много етнички и верски хомогенија и сходно томе је избегла да буде више погођена грађанским ратом након распада Југославије.
Устав Републике Словеније гарантује слободу вероисповести и право појединца да изражава своја уверења јавно и приватно. У њему се проглашава да све верске заједнице имају једнака права и предвиђа одвајање религије од државе. Устав такође забрањује подстицање верске дискриминације и распиривање верске мржње и нетолеранције. Устав такође признаје право на приговор савести на војну службу из верских разлога.

### Закони против дискриминације
Дефиниција злочина из мржње у кривичном законику укључује јавно изазивање верске мржње и умањивање значаја Холокауста. Казна за ова кривична дела је затвор до две године, или, ако кривично дело укључује принуду или угрожавање безбедности – што се дефинише као озбиљна претња по живот и тело, скрнављење или оштећење имовине – затвор до пет година. Ако службено лице злоупотребљавајући свој положај почини ова кривична дела, може бити кажњено затвором до пет година. Чланови група које се баве овим активностима на организован и унапред смишљен начин – групе мржње, према закону – такође могу бити кажњени затвором до пет година.

### Владине одлуке које ограничавају верске обреде
Закон захтева да се животиње омамљују пре клања, што забрањује халал или кошер месарима да раде у Словенији. Овај закон је у преиспитивању од 2014. године након жалби муслиманских и јеврејских организација. 
Омбудсман за заштиту људских права издао је мишљење да, на основу устава и закона, „обрезивање из немедицинских разлога није дозвољено и представља незаконито мешање у тело детета, чиме се крше његова права“. Омбудсман је изјавио да је неопходно додатно законодавство како би се легализовало и регулисало обрезивање из верских разлога, док стварни статус обрезивања остаје нејасан. Поступак је сходно томе недоследно доступан у болницама. Појединци су одлучили да се подвргну процедури у суседној Аустрији и нису се суочили ни са каквим законским ограничењима.

### Регистрација верске групе
Закон захтева од цркава и других верских заједница да се региструју код владе како би добиле статус правних лица, али не ограничава верске активности оних које нису регистроване. Права регистрованих верских група као признатих правних лица укључују право на повраћај пореза на додату вредност, државно суфинансирање социјалног осигурања за свештенство и овлашћење за захтевање социјалних давања за верске раднике. Да би се легално регистровала код владе, верска група мора поднети захтев Министарству културе, уз доказ да има најмање 10 пунолетних чланова који су држављани или стални становници; назив групе на латиничном слову, који мора бити јасно разликован од назива других верских група; адресу групе у земљи; и копију свог званичног печата који ће се користити у правним трансакцијама. Такође мора да плати административну таксу од 22,60 евра (27 долара). Група такође мора дати имена представника групе у земљи, опис основа верских уверења групе и копију свог организационог акта. Ако група жели да се пријави за владино коспонзорство социјалног осигурања за свештенике, мора да покаже да има најмање 1.000 чланова за сваког свештеника. Примећено је да су ови захтеви за регисрацију знатно строжији од оних које је донела социјалистичка влада седамдесетих. Ако би се ови захтеви за регистрацију применили на верске организације које је влада већ признала у време доношења новог закона 2007. године, више од половине постојећих верских организација у Словенији не би испуњавало критеријуме.
Влада може одбити регистрацију верске групе само ако група не достави потребну документацију за пријаву у целости или ако Министарство културе утврди да је реч о организацији која се бави злочинима из мржње како је дефинисано кривичним закоником.
По закону, Канцеларија за верске заједнице Министарства културе прати и води евиденцију о регистрованим верским заједницама и пружа правну стручност и помоћ верским организацијама.
Муслиманска мањина у Словенији доживљава предрасуде и извесну дискриминацију од стране ширег словеначког друштва, иако се и даље углавном сматра да деле јужнословенско наслеђе и идентитет са хришћанском већином. Влада Словеније је описана као „незаинтересована“ за проблеме са којима се суочавају верске мањине и споро реагује на решавање таквих проблема, попут деценија које су јој биле потребне да одобри изградњу џамије у Љубљани.
Према студији Европске комисије из 2019. године, 33 одсто Словенаца сматра да је верска дискриминација широко распрострањена, у поређењу са 62 одсто који верују да је ретка. 81 одсто становништва је рекло да би им било пријатно са шефом државе који не припада већинској религији у земљи. Од 2019. године је било случајева антимуслиманског говора како на друштвеним мрежама и на конвенционалним медијским платформама. Вође муслиманске заједнице, невладине организације и владини званичници известили су 2019. године да се чини да је антимуслиманско расположење у опадању у односу на претходну годину, при чему реторика усваја све више антимигрантски тон уместо експлицитно антимуслиманског тона. Вође јеврејске заједнице су 2019. године биле подељене око тога да ли је Словенија генерално безбедно место за Јевреје.

## Образовање
Све јавне школе имају обавезу да у своје наставне планове и програме укључе образовање о светским религијама, а наставу воде школски наставници. Влада дозвољава црквама и верским групама да пружају верско образовање у својим верама, како у приватним тако и у јавним школама и предшколским установама, на добровољној основи ван школског времена, али је укључивање деноминацијске наставе или верских обреда који се практикују са намером да се деца науче да практикују религију забрањено у школама.

## Видети још
- Религија у Словенији